# Syngenes horridus
Syngenes horridus är en insektsart som först beskrevs av Walker 1853.  Syngenes horridus ingår i släktet Syngenes och familjen myrlejonsländor. Inga underarter finns listade i Catalogue of Life.